# لهجات زناتية جزائرية غربية

خريطة المناطق الناطقة بالأمازيغية في شمال غربي الجزائر

اللهجات الغربية الجزائرية الزناتية هي مجموعة من اللهجات الزناتية الأمازيغية المنطوقة في الشمال الغربي للجزائر، غرب الجزائر العاصمة.
مجموعة اللهجات الغربية الجزائرية الأمازيغية تشمل الشناوية (التي تشمل إيوراين أو قوراية) والسنوسية. وتشمل أيضا اللهجات الأمازيغية المنطوقة في مناطق أصغر من البليدة والمدية ومليانة والونشريس (أي أمازيغية الشلف)، كما تتضمّن لهجات عشعاشة وايت حليمة وبطحية شبه المنقرضة (أو المنقرضة؟)، التي لا توجد معطيات لسانية حول أغلبها.